# تخته‌سیاه
تخته سیاه وسیله‌ای است دارای سطحی وسیع برای نوشتن. از تخته سیاه در مکان‌های آموزشی استفاده می‌شود.
برای نوشتن روی تخته سیاه از گچ استفاده می‌شود و برای پاک‌کردن نوشته‌ها از وسیله‌ای به نام تخته پاک کن که از یک تکه ابر تشکیل شده‌است، استفاده می‌شود.
گچ‌ها در رنگ‌های روشن ( سفید، صورتی، زرد، آبی ) موجود بودند تا بر روی تخته تیره نمایان شوند. رنگ این تخته‌ها گاهی به رنگ سبز تیره بود.
با به‌وجود آمدن تخته سفید امروزه کمتر از تخته سیاه استفاده می‌شود.

## نگارخانه

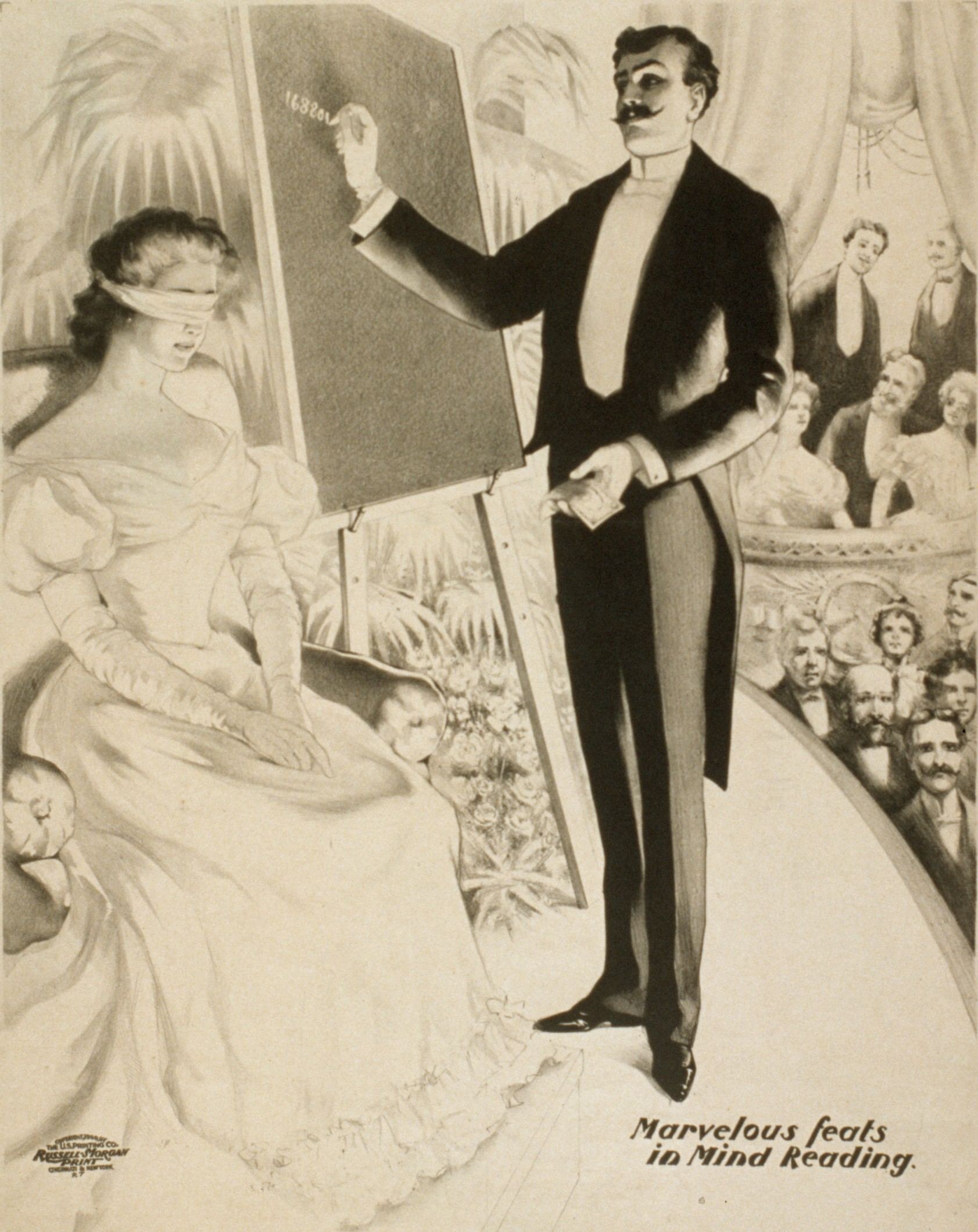
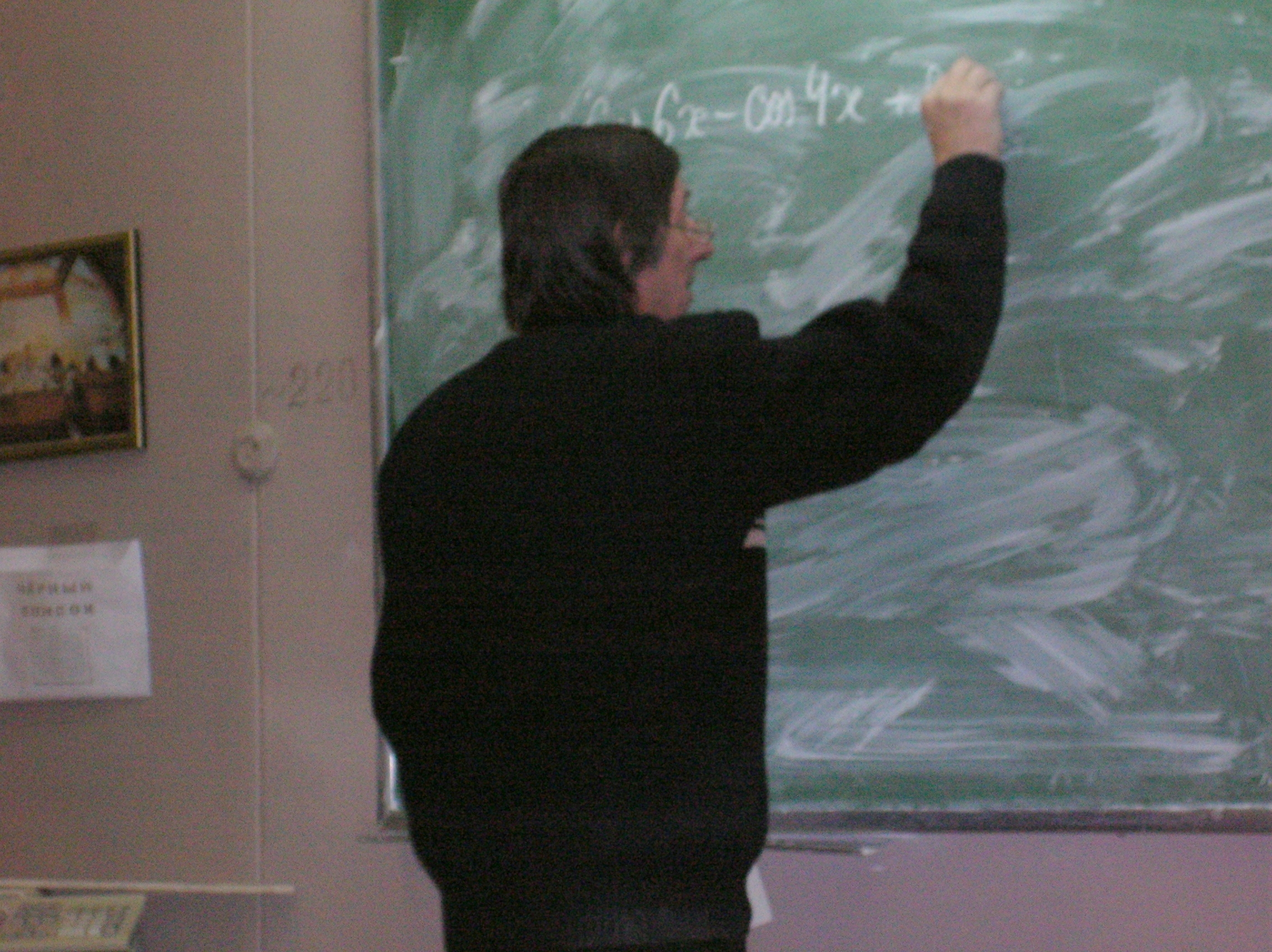
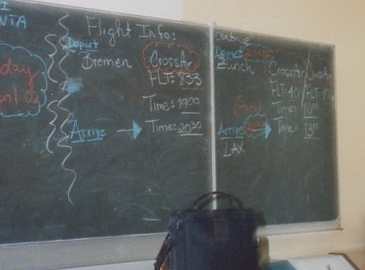
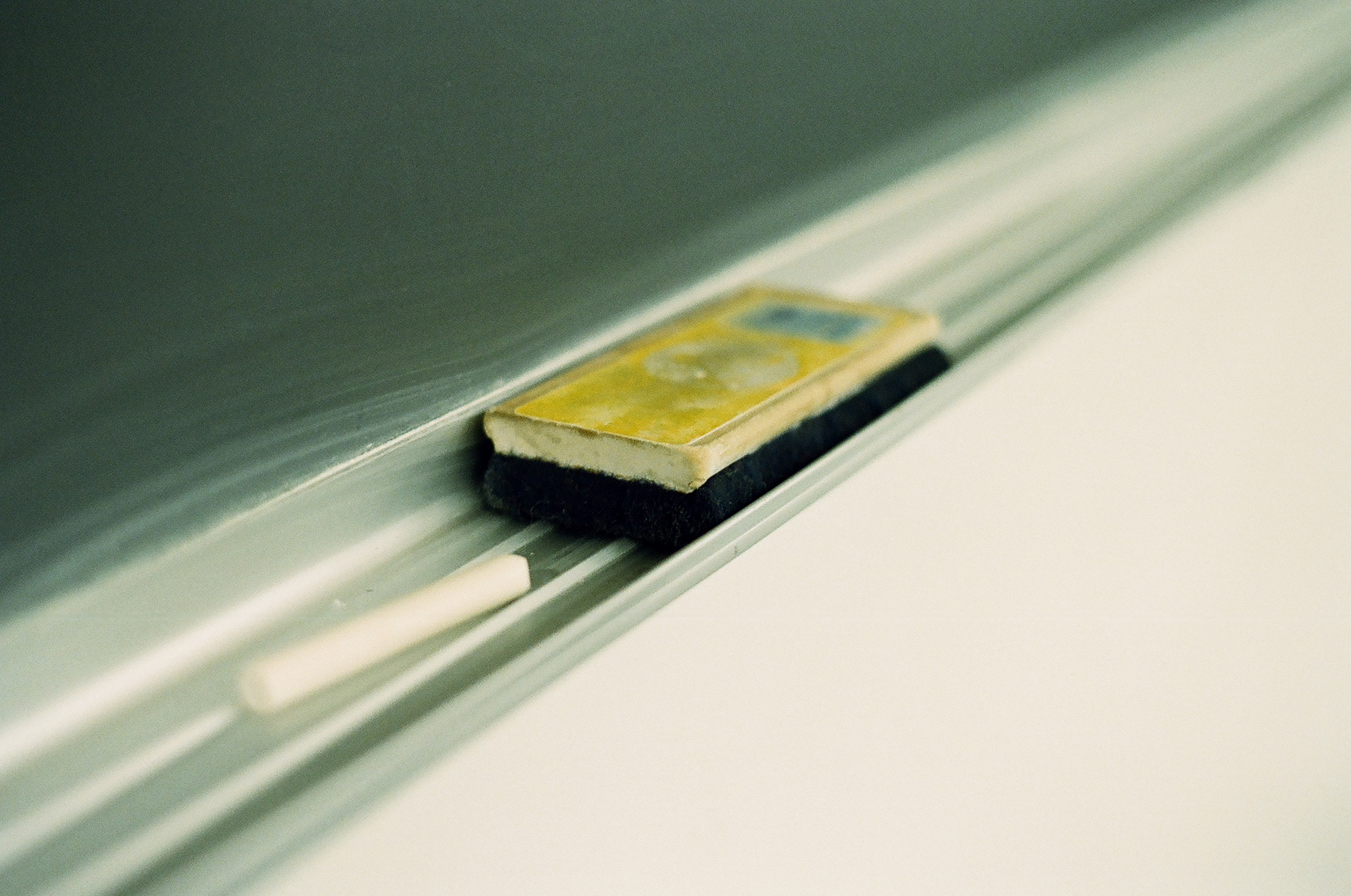
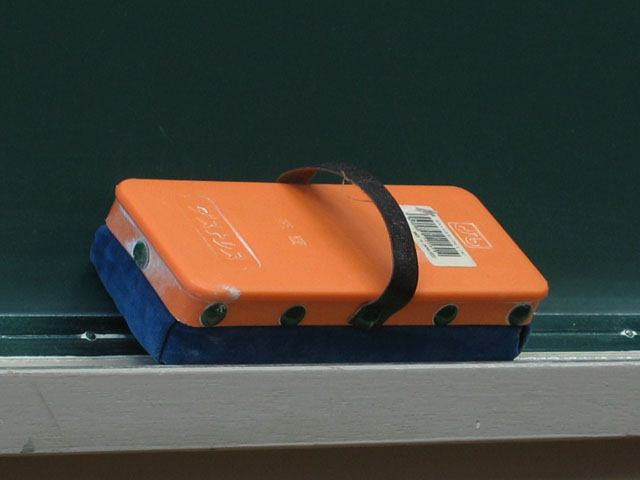
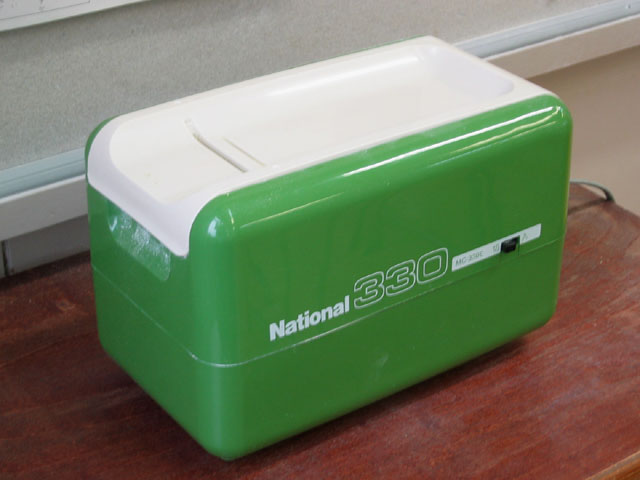